# Jozef Braeckman
Joseph (Jozef) Eugène Braeckman (Temse, 30 december 1803 – aldaar, 28 mei 1894) was een politicus voor de Katholieke Partij.

## Levensloop
Braeckman was een zoon van Jan Emmanuel Braeckman (1758-1830), burgemeester, en Joanna Bernardina Hauman. Hij trouwde in Temse, op  27 januari 1830, met Maria Josephina Vydt (1800-1836). Het echtpaar kreeg twee zoons en een dochter.
Vanaf 6 september 1837 werd hij gemeenteraadslid, daarnaast ook provincieraadslid. Braeckman was 25 jaar lang burgemeester van Temse van 30 september 1848 tot 9 december 1873.
Hij droeg de titel van kerkmeester en schatbewaarder in 1847. Van 1874 tot 1879 was hij voorzitter van de plaatselijke kerkfabriek en één der stichters en ook voorzitter van de katholieke kring. 
Hij was de schoonvader van August Wauters, die hem opvolgde als burgemeester van Temse, en de grootvader van Jozef Wauters.

## Onderscheidingen
- Ridder in de Leopoldsorde (België)
- Burgerkruis 1ste klasse